# Gouvernement Karapetian II
Ne doit pas être confondu avec Gouvernement Karapetian I.
Arménie
Karapetian I S. Sarkissian III
Le gouvernement Karapetian II est le gouvernement de l'Arménie du 30 mai 2017 au 23 avril 2018.

## Majorité et historique
Il s'agit du second gouvernement formé par Karen Karapetian, à la suite des élections législatives arméniennes de 2017. Il est soutenu par le Parti républicain d'Arménie et la Fédération révolutionnaire arménienne.
Le 9 avril 2018, le gouvernement présente sa démission à la suite de la fin du mandat du président de la République Serge Sarkissian.

## Composition
- Les nouveaux ministres sont indiqués en gras, ceux ayant changé d'attributions en italique.

| Poste                                                                                        | Titulaire | Titulaire           | Parti |
| -------------------------------------------------------------------------------------------- | --------- | ------------------- | ----- |
| Premier ministre                                                                             |           | Karen Karapetian    | HHK   |
| Vice-Premier ministre Ministre de l'Intégration internationale et économique et des Réformes |           | Vache Gabrielian    | HHK   |
| Ministre de l'Administration territoriale et du Développement                                |           | Davit Lokian        | FRA   |
| Ministre de l'Agriculture                                                                    |           | Ignati Arakelian    | HHK   |
| Ministre des Affaires étrangères                                                             |           | Édouard Nalbandian  | HHK   |
| Ministre de la Culture                                                                       |           | Armen Amirian       | Sans  |
| Ministre de la Défense                                                                       |           | Vigen Sarkissian    | HHK   |
| Ministre de la Diaspora                                                                      |           | Hranouch Hakobian   | Sans  |
| Ministre du Développement économique et de l'Investissement                                  |           | Souren Karaian      | HHK   |
| Ministre de l'Éducation et des Sciences                                                      |           | Levon Mkrtchian     | FRA   |
| Ministre des Finances                                                                        |           | Vardan Aramian      | HHK   |
| Ministre des Infrastructures énergétiques et des Ressources naturelles                       |           | Achot Manoukian     | Sans  |
| Ministre de la Justice                                                                       |           | Davit Haroutyounian | HHK   |
| Ministre de la Protection de la nature                                                       |           | Artsvik Minasian    | FRA   |
| Ministre de la Santé                                                                         |           | Levon Altounian     | HHK   |
| Ministre des Situations d'urgence                                                            |           | Davit Tonoian       | Sans  |
| Ministre des Sports et des Affaires de la jeunesse                                           |           | Hrachya Rostomian   | Sans  |
| Ministre des Transports, des Communications et des Technologies de l'information             |           | Vahan Martirosian   | HHK   |
| Ministre du Travail et des Affaires sociales                                                 |           | Artem Asatrian      | HHK   |